# Zbigniew Kupisz
Zbigniew Andrzej Kupisz (ur. 1956) – absolwent politologii Uniwersytetu Wrocławskiego (specjalność Administracja Publiczna), główny producent Centrum Sztuki WRO. W latach 80. organizator życia muzycznego i producent muzyczny związany ze sceną alternatywną (menadżer m.in. grupy Klaus Mitffoch) i Polskim Stowarzyszeniem Jazzowym (członek PSJ, kierownik Jazz Klubu Rura). Współinicjator Open Studio/WRO – obecnie Fundacji WRO Centrum Sztuki Mediów. Od 1989 producent wszystkich edycji Biennale Sztuki Mediów WRO.  
Organizator prezentacji m.in. w ramach Roku Polskiego w Austrii (2002) i w Niemczech (2005/2006) oraz w ramach współpracy regionalnej Dolny Śląsk – Alzacja (2004–2009). 
Producent audycji i projektów telewizyjnych poświęconych sztuce. Uczestnik krajowych i zagranicznych konferencji dotyczących zagadnień zarządzania kulturą oraz sektora NGO. Zajmuje się też dokumentacją fotograficzną; autor instalacji interaktywnych wystawianych w Polsce, Niemczech i Holandii. Członek Zarządu dolnośląskiej Zachęty.
Laureat nagrody Prezydenta Wrocławia w dziedzinie kultury (1998) i Nagrody Zasłużeni dla Wrocławia – Civitate Wratislaviensi Donatus (2019), odebranej podczas obchodów 30-lecia WRO.